# Torneo de Apertura ARUSA
El Torneo de Apertura Arusa fue un campeonato de rugby disputado entre los clubes de la Asociación de Rugby de Santiago (Arusa), que agrupa cuadros de las ciudades de Santiago y Viña del Mar.

## Palmarés

### Campeonatos por año
| Temporada | Campeón                        |
| --------- | ------------------------------ |
| 1966      | Old Grangonian Club (Old Boys) |
| 1967      | Old Grangonian Club (Old Boys) |
| 1975      | COBS                           |
| 1984      | COBS                           |
| 1987      | Prince of Wales Country Club   |
| 1989      | Universidad Católica           |
| 1991      | Universidad Católica           |
| 1994      | Universidad Católica           |
| 1995      | Old Grangonian Club (Old Boys) |
| 1997      | Universidad Católica           |
| 1999      | Universidad Católica           |
| 2000      | Old Grangonian Club (Old Boys) |
| 2001      | Stade Francais                 |
| 2002      | Prince of Wales Country Club   |
| 2003      | COBS                           |
| 2004      | Universidad Católica           |
| 2005      | Universidad Católica           |
| 2006      | Prince of Wales Country Club   |
| 2007      | Universidad Católica           |
| 2008      | Prince of Wales Country Club   |
| 2012      | COBS                           |
| 2013      | Universidad Católica           |
| 2014      | COBS                           |
| 2015      | Universidad Católica           |
| 2016      | Stade Francais                 |
| 2017      | COBS                           |
| 2018      | Old Grangonian Club (Old Boys) |
| 2019      | COBS                           |
| 2022      | COBS                           |

### Campeonatos por equipo
| Equipo                         | Títulos |
| ------------------------------ | ------- |
| Universidad Católica           | 10      |
| Craighouse Old Boys (COBS)     | 8       |
| Old Grangonian Club (Old Boys) | 5       |
| Prince of Wales Country Club   | 4       |
| Stade Francais                 | 2       |